# Associazione festival italiani di cinema
L'Associazione festival italiani di cinema, in acronimo AFIC, è un'associazione fondata nel 2004 che raggruppa oltre 110 festival cinematografici italiani.

## Obiettivi
L'associazione, attualmente presieduta da Pedro Armocida , direttore artistico della Mostra Internazionale del Nuovo Cinema / Pesaro Film Fest, fornisce coordinamento e supporto ai festival di cinema italiani ispirandosi ai principi di mutualità e solidarietà che già ispirano il Coordination européenne des Festivals de Cinéma, il principale organo di coordinamento delle manifestazioni cinematografiche europee. L'AFIC rappresenta la principale organizzazione atta a rappresentare i festival cinematografici italiani nei confronti del Ministero della cultura e di numerose amministrazioni locali . L'adesione all'AFIC è soggetta al rispetto di alcune norme che attestino la qualità della manifestazione cinematografica.
L'associazione si prefigge inoltre l'obiettivo di essere uno strumento utile alla comprensione e scoperta del sistema festivaliero italiano sia da parte del pubblico che da parte degli addetti ai lavori e studiosi. Al primo, offre un calendario aggiornato delle manifestazioni, una mappa, un sistema di ricerca con filtri, un kit di contenuti pensato appositamente per gli studenti  e un'app dotata di geolocalizzazione ; per i secondi, organizza nel corso dell'anno una serie di studi e ricerche di vario tema, dall'analisi del pubblico cinematografico  agli eventi sostenibili , dalla presenza dei festival sui social a quanto vengano impiegati stagisti e volontari nelle manifestazioni, oltre a mettere a disposizione un archivio digitale online che raccoglie più di 350 cataloghi di festival.
Hanno aderito all'AFIC alcune tra le più importanti manifestazioni cinematografiche italiane, di stampo generalista come il Torino Film Festival e la Mostra internazionale del Nuovo Cinema di Pesaro, o rivolte al genere documentaristico come il Festival dei popoli e il Festival del documentario d'Abruzzo.
Non aderiscono invece la Mostra internazionale d'arte cinematografica della Biennale di Venezia, la Festa del Cinema di Roma e il Taormina Film Fest.